# Gare de Sankt Margrethen
La gare de Sankt Margrethen (en allemand Bahnhof St. Margrethen) est une gare ferroviaire suisse des lignes du Vorarlberg et de Sargans à Rorschach. Elle est située à proximité du centre de la ville de Sankt Margrethen, circonscription électorale de Rheintal dans le canton de Saint-Gall. 
Mise en service en 1858 par la Compagnie de l'Union-Suisse, c'est une gare des Chemins de fer fédéraux suisses (CFF).

## Situation ferroviaire
Établie à 402 mètres d'altitude, la gare de bifurcation de Sankt Margrethen est située au point kilométrique (PK) 53,80 de la ligne de Sargans à Rorschach (no 880), entre les gares d'Au et de Rheineck et elle est une origine au PK à,00 de la ligne du Vorarlberg, avant la frontière avec l'Autriche.

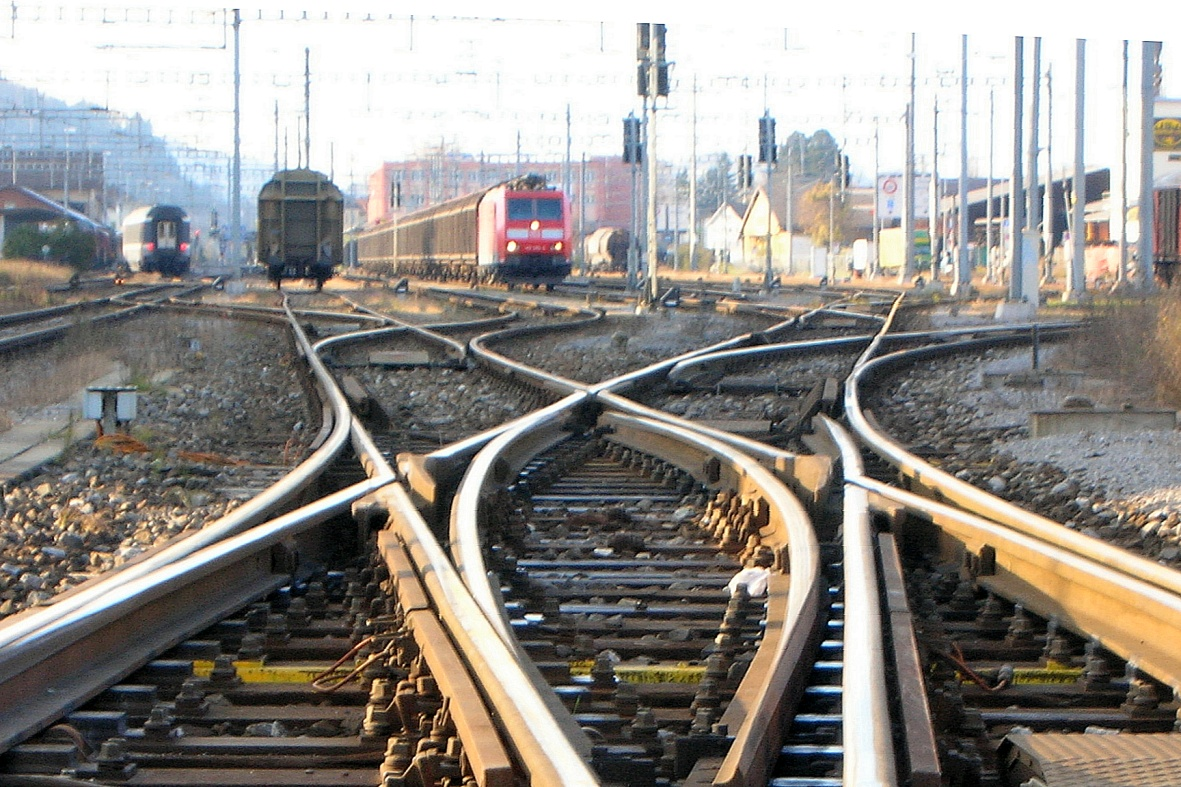
Vue d'ensemble de l'intérieur de la gare en 2005.

## Histoire
La gare de Sankt Margrethen est mise en service le 1er juillet 1858, par la Compagnie de l'Union-Suisse, lorsqu'elle ouvre à l'exploitation la « ligne du Rhin » entre Rheineck et Coire,.

## Service des voyageurs

### Accueil
Gare CFF, elle dispose d'un bâtiment voyageurs, avec guichets et salle d'attente, ouvert tous les jours. Elle dispose notamment, d'une agence de voyages CFF, de consignes à bagages et d'un service des objets trouvés. Elle est équipée d'automates pour l'achat de titres de transports. C'est une gare accessible aux personnes à la mobilité réduite.

### Desserte
Sankt Margrethen est desservie par des trains régionaux et internationaux.

### Intermodalité
Un parking pour les véhicules y est aménagé.